# Liegi-Bastogne-Liegi 2020
La Liegi-Bastogne-Liegi 2020, centoseiesima edizione della corsa e valevole come diciassettesima prova dell'UCI World Tour 2020 categoria 1.UWT, si svolse il 4 ottobre 2020 (inizialmente previsto per il 26 aprile, poi posticipato per la pandemia di COVID-19) su un percorso di 257 km, con partenza e arrivo a Liegi, in Belgio. La vittoria fu appannaggio dello sloveno Primož Roglič, il quale completò il percorso in 6h32'02", alla media di 39,33 km/h, precedendo lo svizzero Marc Hirschi ed il connazionale Tadej Pogačar. Julian Alaphilippe, inizialmente giunto secondo al traguardo, fu poi declassato alla quinta posizione per aver ostacolato lo svizzero Hirschi, durante la volata.
Sul traguardo di Liegi 125 ciclisti, su 175 partiti dalla medesima località, portarono a termine la competizione.

## Squadre e corridori partecipanti
| N.      | Cod. | Squadra               |
| ------- | ---- | --------------------- |
| 1-7     | DQT  | Deceuninck-Quick Step |
| 11-17   | AST  | Astana Pro Team       |
| 21-27   | BOH  | Bora-Hansgrohe        |
| 31-37   | MTS  | Mitchelton-Scott      |
| 41-47   | EF1  | EF Pro Cycling        |
| 51-57   | GFC  | Groupama-FDJ          |
| 61-67   | MTS  | Movistar Team         |
| 71-77   | ARK  | Team Arkéa-Samsic     |
| 81-87   | TBM  | Bahrain-McLaren       |
| 91-97   | LTS  | Lotto Soudal          |
| 101-107 | TJV  | Team Jumbo-Visma      |
| 111-117 | UAD  | UAE Team Emirates     |
| 121-127 | CWG  | Circus-Wanty Gobert   |

| N.      | Cod. | Squadra                    |
| ------- | ---- | -------------------------- |
| 131-137 | ALM  | AG2R La Mondiale           |
| 141-147 | COF  | Cofidis, Solutions Crédits |
| 151-157 | TFS  | Trek-Segafredo             |
| 161-67  | SUN  | Team Sunweb                |
| 171-177 | INS  | Ineos Grenadiers           |
| 181-187 | AFC  | Alpecin-Fenix              |
| 191-197 | CCC  | CCC Team                   |
| 201-207 | WVA  | Bingoal-Wallonie Bruxelles |
| 211-217 | ISN  | Israel Start-Up Nation     |
| 221-227 | TDE  | Total Direct Énergie       |
| 231-237 | NTT  | NTT Pro Cycling Team       |
| 241-247 | SVB  | Sport Vlaanderen-Baloise   |

## Ordine d'arrivo (Top 10)
| Pos. | Corridore          | Squadra    | Tempo    |
| ---- | ------------------ | ---------- | -------- |
| 1    | Primož Roglič      | Jumbo      | 6h32'02" |
| 2    | Marc Hirschi       | Sunweb     | s.t.     |
| 3    | Tadej Pogačar      | UAE        | s.t.     |
| 4    | Matej Mohorič      | Bahrain    | s.t.     |
| 5    | Julian Alaphilippe | Deceuninck | s.t.     |
| 6    | M. van der Poel    | Alpecin    | a 14"    |
| 7    | Michael Woods      | EF         | s.t.     |
| 8    | Tiesj Benoot       | Sunweb     | s.t.     |
| 9    | Warren Barguil     | Arkéa      | s.t.     |
| 10   | Michał Kwiatkowski | Ineos      | s.t.     |